# Seshat
Seshat es la "Señora de los libros", diosa de la escritura y la Historia, protectora de las bibliotecas en la mitología egipcia. También era llamada diosa del destino porque estaba sentada a los pies del árbol cósmico, en la parte más profunda, al sur del cielo, donde se unían el cielo superior y el inferior. Allí escribía sobre hojas del árbol los acontecimientos del futuro y archivaba los acontecimientos pasados. También medía el tiempo, es Señora del Calendario y la Astronomía. Vinculada a los constructores y arquitectos, era la "Señora de los constructores". También conocida con los nombres de Sesat, Seshet, Seseta, Sesheta, Seshata, Safkhet o Safekhet.

Seshat

## Iconografía
Mujer con una hoja de cáñamo en la cabeza, rematada en un arco y dos plumas, o dos cuernos hacia abajo. Lleva una paleta de escriba y una caña de escritura (cálamo), un pequeño renacuajo y una hoja de palmera. Va cubierta con una piel de leopardo.

## Mitología
Diosa arcaica conocida desde el periodo Tinita que pudo tener connotaciones celestes. Era la encargada de calcular, orientar y medir los terrenos sagrados para que se pudiera llevar a cabo su correcta construcción, revisaba los planos y vigilaba las estrellas para emitir sus cálculos. Era partícipe del rito de la “ceremonia de fundación” y la de “estirar la cuerda”. Es la consejera del faraón en la fundación de los templos. 
Compañera de Tot, o Atum, poseía poderes mágicos; Garantizaba la inmortalidad del rey y escribía en el árbol sagrado de Heliópolis, la Persea, el Árbol de la Vida, los años de reinado del faraón. 

## Sincretismo
Fue considerada una forma de Isis o de Neftis. En algunos textos aparece como la contraparte femenina del dios Tot.

## Epítetos
Fue llamada la "Señora de los libros", "Señora de la Escritura", "Señora de la casa de los Rollos" y "Señora de los constructores". 

## Culto
Fue venerada en Hermópolis Magna.
|  |

|  |

|  |

|  |

|  |

|  |

|  |

|  |